# 5662 Wendycalvin
5662 Wendycalvin è un asteroide della fascia principale. Scoperto nel 1981, presenta un'orbita caratterizzata da un semiasse maggiore pari a 2,9917780 UA e da un'eccentricità di 0,0191224, inclinata di 8,53591° rispetto all'eclittica.